# 이시다 아키라
이시다 아키라(일본어: 石田 彰, 1967년 11월 2일 ~ )는 일본의 아이치현 출신의 성우이다. 피어레스 가베라 소속.

## 내력
- 어렸을 때 《기동전사 건담》을 보고 성우를 동경하게 된다.[1]
- 중학교 때부터 연극부에 입부. 그 외 지역의 연극 관련 클럽에 들어가는 등 연극 관련 활동을 개시.[2]
- 연극부 이외에 수영부, 미술부에도 소속되었다고 한다.[2]
- 그 후 니혼 대학 예술학부 연극학과에 입학.[2] 재학 1~2학년 때 도쿄 아나운서 아카데미 성우과를 병행, 3~4학년 때 에자키 프로뎍션 양성소(현 마우스 프로모션 양성소)에 입소한다.[3]
- 성우로써의 첫 일은 1989년 '세계 명작 동화 전집'의 '엄지공주'의 왕자역이라고 한다.
- 1991년에 마우스 프로모션에 정식 소속하여 성우 활동을 개시한다.
- 2009년 4월, 마우스 프로모션을 떠나 프리랜서로 활동하다가 2012년부터 피어레스 가베라에 소속.
- 2007년 제 1회 성우 어워드 서브캐릭터 부문 남자부문 수상 (《기동전사 건담 SEED DESTINY》 아스란 자라 역)

## 평가
- 캐릭터의 특색을 잡아내는 데 정평이 나있으며, "이시다 보이스" 라고 불리는 독특한 목소리로 남녀노소를 전부 표현한다.[4]
- 미스테리어스한 역이나 개성이 강한 역을 연기하는 경우가 많다.[4]
- 《달의 요정 세일러문 SuperS》(1995)의 피쉬 아이 역에서 여성 목소리를 낸 적이 있다.
- 대한민국에서는 《신세기 에반게리온》의 나기사 카오루 역 외에 《슬레이어즈》의 제로스 역, 《봉신연의》의 신공표, 《최유기》의 저팔계, 《기동전사 건담 SEED》, 《기동전사 건담 SEED DESTINY》의 아스란 자라, 《나루토》의 가아라, 《은혼》의 카츠라 코타로 역 등으로 유명하다.

## 인물
- 성우로서의 메인은 '목소리로 연기하는 것' 이라고 생각하기 때문에 되도록이면 자신이 표면에 나서서 하는 일은 삼가하고 있다.[5]
- 사생활 공개를 극도로 꺼려하는 것으로 유명하며, 동업자들과도 별로 얘기를 하지 않는다고 한다.
- 2002년 이후 캐릭터 송을 일절 부르지 않고있다. 캐릭터 송을 내야 할 때는, 독백이나 낭독 등으로 곡에 참여한다.
- 본인은 무취미한 사람이라고 공언하나, 《로케미츠》라는 방송이나 Perfume에 흥미를 표시한 적이 있다.[6]
- 이벤트에 관련해서는 기본적으로 거절하고 있지만,[5] 은혼 이벤트에서는 드물게 개근을 하고 있다.
- 회식 뒷풀이에도 거의 참여를 하지 않기 때문에 이시다가 뒷풀이에 참가하는 것만으로도 동업자들과 팬들 사이에서는 대사건 취급을 당하는 듯 하다.
- 호시 소이치로나 마도노 미츠아키와는 라디오 등지에서는 친근한 모습을 보여줄 때가 많다.
- 박로미, 사와시로 미유키가 진지하게 고백한 적이 있다.
- 이시다 본인이 없는 곳에서 여성 성우들에게 비밀리에 '아키라'라고 불리는 듯 하다.[7] 쿠기미야 리에, 사와시로 미유키, 나카하라 마이, 박로미, 카이다 유키 등이 부른 적이 있다.

## 기타
- 대한민국에선 《최유기》의 팔계 팬페이지에서 시작된 이시다 아키라 팬페이지가 초기 여자 성우 팬들이 활동했던 곳이기도 했다. 세키 토모카즈와 더불어 팬카페가 활성화되기 이전부터 팬덤을 보유하고 있었던 성우다.
- 과거 '1인 7역'으로 할아버지, 할머니, 아버지, 어머니, 장남, 차남, 차녀 일가를 전부 혼자서 연기한 적이 있다. 이 동영상은 유튜브나 니코니코 동화에서도 높은 조회수를 기록하고 있다.
- 데뷔 후 에자키 프로덕션이 마우스 프로모션으로 이름이 바뀌고 공식 홈페이지를 개설하게 되었을 때, "아직 아무런 색으로도 물들지 않은 16세"라는 캐치프레이즈를 공식 홈페이지의 소개란에 걸고 다녔다.[8]
- 성우계 외에도 팬이 많으며, 쿠리야마 치아키, 이치미치 마오, 히라타 유카 등이 팬이라고 공언한 적이 있다.
- 이시다 아키라를 동경해서 성우가 되었다고 공언하는 성우는 마츠오카 요시츠구, 오사카 료타, 이구치 유카 등이 있다.
- 에반게리온 시리즈 외에 안노 히데아키 감독의 작품에 출연하는 경우가 많다. 《러브 & 팝》, 《그 남자! 그 여자!》 등.

## 출연작
※굵은 글씨는 주역·주요 캐릭터

### TV 애니메이션
1990년
- 기동경찰 패트레이버 (정비원)
- 세 눈이 간다 (타카)

1991년
- 나는 직각 (한글자)
- 마법의 천사 스위트 민트 (말)
- 란마 1/2 열투편 (남자학생, 요타로 외)

1992년
- 마법의 프린세스 밍키모모 (죠)
- 코보쨩 (츠루타)

1994년
- 가라오케 전사 마이크 지로 (가라오케 라이더)
- 골FH (아마노, 미조구치, 오오노, 이마무)
- 날아라 호빵맨 (쿠마타의 아버지)
- 떴다! 럭키맨 (세이기 마모루)
- 마멀레이드 보이 (츠치야 반)
- 무적용사 사자왕 (아마츠미)
- 용자경찰 제이데커 (미즈시마 신)
- 유유백서 (학생 시절의 센스이 시노부)
- 초 버릇이 될것 같아 (카미오카 류)
- 톤데부링 (미즈노 코이치)

1995년
- 공룡모험기 쥬라트리퍼 (민트)
- 리리카 SOS (우자키 세이야, 허브)
- 날아라! 이사미 (아이돌)
- 투마귀신전 ONI (슈라마루)
- 미소녀전사 세일러문 SS (피시아이)
- NINKU -닌쿠- (마츠오, 세키라이)

1996년
- 돈키호테 (염소 주인)
- 마루코는 아홉살 (히로시군, 소년)
- 명탐정 코난 (하타모토 이치로)
- 뿡야뿡야 왕바우 (사에구사 토모노리)
- 슬레이어즈 넥스트 (제로스)
- 신세기 에반게리온 (나기사 카오루)
- 심술쟁이 할머니 (남자)

1997년
- 베르세르크 (주드)
- 마하 고고고 (타테이시 타쿠미)
- 미소의 세상 (카가야키 히카루)
- 샐러드10용사 토마토맨 (파슬리)
- 슬레이어즈 트라이 (제로스)
- 심해 전설 마메노이드 (레옹)
- 우리는 챔피언 (슈미트)
- 체포하겠어 (사키 아브두샤)
- 클램프 학원 탐정단 (유다이지 이토무)

1998년
- 그와 그녀의 사정 (이케다 카즈마)
- 남해기황 네오랑가 (타나카 무사시)
- 마스터 키튼 (마츠이 히로시)
- 모모이로 시스터즈 (토바리 쇼)
- 성방무협 아웃로스타 (야세)
- 센티멘탈 져니 (야마모토 아키히로)
- 안드로이드 아나운서 MAICO 2010 (아키라)
- 짱구는 못말려 (마이클, 카즈오, 캐스터)
- 초마신영웅전 와타루 (콜)
- 터치(만화) (사사키)
- LEGEND OF BASARA (타타라)
- LET'S 누푸누풋 (오오모리 아니오)
- Night Walker －한밤 중의 탐정- (슌이치)
- YAT 안심! 우주여행 (노아성)

1999년
- 고쿠도 군 만유기 (고쿠도, 미소녀 코쿠토, 세이기)
- 디지몬 어드벤처 (위자몬)
- 봉신연의 (만화) (신공표)
- 세라핌콜 (내레이션)
- 인형사 사콘 (모리 세이이치)
- 자폭군 (바쿠)
- 천사가 될거야 (미카엘)

2000년
- 데블파이터 (트올, 자쿠암, 마몬)
- 마이애미 건즈 (프리오 피스메이커)
- Boys Be... (쿠루미자와 마코토)
- 소년탐정 김전일 (신이치)
- 사쿠라 대전 (푸른 세츠나)
- 여신 후보생 (아락 나록, 유우 히쿠라)
- 이누야샤 (아마리 노부나가)
- 주간 스토리랜드 (크루, 남자)
- 짱구는 못말려 (미우라 카즈오)
- 최유기 (저팔계, 천봉원수)
- 파워 디지몬 (위자몬)
- 포켓몬스터 AG (하야토)

2001년
- 마법고양이 타루토 (가렛, 나레이션)
- 마법전사 리우이 (헥터)
- 맡겨줘! 풀덴스 할머니 (인스트럭터)
- 명탐정 코난 (애니메이션) (하쿠바 사구루)
- 사이보그 009 (아폴론)
- 정글은 언제나 맑음 뒤 흐림 (타치바나 세이이치)
- 캡틴 츠바사 (마츠야마 히카루)
- 코케빵 (크림빵, 빵집, 마요네즈빵, 식빵)
- 테니스의 왕자 (미즈키 하지메)
- 테일즈 오브 이터니아 (리드 허셸)
- 파이널 판타지 언리미티드 (하얀 구름:마검사)
- 포켓몬스터 AG (발키)

2002년
- 기동전사 건담 SEED (아스란 자라)
- 꼬마 마법사 레미 비바체 (소년)
- 베리베리 뮤우뮤우 (슌스케)
- 사이보그 009 (아폴론)
- 사무라이 디퍼 쿄우 (사루토비 사스케)
- 십이국기 (코우야
- 스파이럴 추리의 띠 (아이즈 러더포드)
- 아따맘마 (학생1, 중학생)
- 짱구는 못말려 (소년B)
- 키디 그레이드 (안오)
- 키 파이터 태랑 (나이트메어)
- 파타파타 비행선의 모험 (밥 할리슨)
- 포켓몬스터 AG (털보박사의 조수)
- 7인의 나나 (카미치카 유이치, 623)

2003년
- 고기동환상 건퍼레이드 마치 (하야미 아츠시)
- 나루타루 (코모리 토모노리)
- 나루토 (가아라)
- 디 앤 엔젤 (히와타리 사토시)
- 디지걸 팝 (코우)
- 무인행성 서바이브 (하워드)
- 세인트 비스트 : 성수강림 (기린의 유다)
- 최유기 RELOAD (저팔계)
- 타카하시 루미코 극장 (오다기)
- 탐정학원Q (토죠 마스미)
- 크르노 크루세이드 (크르노)

2004년
- 개구리 중사 케로로 (호죠 무츠미)
- 금색의 갓슈!! (웡레이, 이바리스)
- 기동전사 건담 SEED DESTINY (아스란 자라)
- 도라에몽 (모테즈키, 와타루(남동생))
- 마이 히메 (호무라 나기)
- 머나먼 시공 속에서 -팔엽초- (아베노 야스아키)
- 메조 (오토카와 히로시)
- 음유묵시록 마이네리베 (이시즈키 나오지)
- 짱구는 못말려 (구루메 자작)
- 천상천하 (마스다)
- 최유기 RELOAD GUNLOCK (저팔계)
- 학원 앨리스 (나루미)
- 현시연 (쿠치키 마나부)
- MADLAX (로페스)

2005년
- 갤러리 페이크 (히로토)
- 금색의 갓슈!! (라우싱 모)
- 닌타마 란타로 (아야베 키하치로)
- 디지몬 제볼루션 (위자몬)
- 마법선생 네기마! (페이트 아웨룬크스)
- 마이 오토메 (나기 다이 알타이)
- 명탐정 코난 (와타비키 카츠시)
- 세인트 비스트 : 수천의 낮과 밤 (기린의 유다)
- 스키쇼 (나나미 카이)
- 신역 사나다 10용사 (오다 노부나가(소년시절))
- 우에키의 법칙 (이누마루)
- 유희왕 GX (에드 피닉스)
- 엘르멘탈 제라드 (쿠드 반 질루엣)
- 짱구는 못말려 (후지시마 타츠미)
- 쾌걸 조로리 (로저)
- 페토페토씨 (와가 하치로)
- 포켓몬스터 AG (휴우가)

2006년
- 결계사 (츠키지카오카 토시히코)
- 그늘에서 지킨다 (쿠모가쿠레의 형)
- 나이트 헤드 제네시스 (키리하라 나오야)
- 나나(NANA) (오카자키 신이치(신))
- 두근두근 비밀친구 (장미바다 귀인)
- 만담천녀 오유이 (코츠하가라 우쿄)
- 사무라이 잭 (피블스)
- 소년음양사 (아베노 세이메이)
- 서쪽의 착한 마녀 (로트 크리스버트)
- 유리함대 (벳티)
- 은하철도 이야기～영원으로의 분기점～ (키리안 블랙)
- 은혼 (카츠라 코타로)
- 음유묵시록 마이네리베 비더 (이시즈키 나오지)
- BLOOD+ (조엘 골드슈미트)

2007년
- 강철삼국지 (여몽 자명)
- 꼬마 여신 카린 (니시키오리 미치루)
- 나루토 질풍전 (가아라)
- 노다메 칸타빌레 (타카하시 노리유키)
- 루팡 3세 안개의 일루시브 (에시카)
- 머나먼 시공 속에서3 붉은 달 (리즈반)
- 보쿠라노 (코에무시)
- 뱀부 블레이드 (에이가 단쥬로, 옐로 브레이버)
- 세인트 비스트 ~광음서사시 천사담~ (기린의 유다)
- 샤이닝 티어즈 크로스 윈드 (키리야 카이토)
- 캐릭캐릭 체인지 (아마카와 츠카사(초대 K))
- 아이돌 마스터 XENOGLOSSIA (카라스)
- 클레이모어 (자키)
- 현시연2 (쿠치키 마나부)

2008년
- 나츠메 우인장 (나토리 슈이치)
- 노을빛으로 물드는 언덕 (니시노 후유히코)
- 도서관 전쟁 (코마키 미키하사)
- 드루아가의 탑 (칼리)
- 로보디즈 풍운편 (네크론)
- 므시모시네의 딸들 (에이포스)
- 슬레이어즈 레볼루션 (제로스)
- 오늘부터 마왕! 제 3시리즈 (사라레기)
- 체포하겠어 Full Throtle (스리)
- 카오스 헤드 (타카시나 후미오)
- 캐릭캐릭 체인지 (아마카와 츠카사)
- 캐산 Sins (루트, 맬고)
- 타카네의 자전거 (요요기)

2009년
- 판도라 하츠 (쟈크시즈 브레이크)
- 싸우는 사서 (모카니아 플뢰르)
- 나츠메 우인장 2기]] (나토리 슈이치)
- 드루아가의 탑 (칼리)
- 메탈 파이트 베이블레이드 (오오이케 토비오)
- 미라클☆트레인 (도쿠가와)
- 슬레이어즈 에볼루션 R (제로스)
- 싸우는 사서 (모카니아 플뢰르)
- 야수 조율사 에린 (다미야)
- 우주를 달리는 소녀 (에밀리오 스루)
- 첫사랑 한정 (렌죠 유키토)
- 캐릭캐릭 체인지 (아마카와 츠카사)
- 퀸즈 블레이드 옥좌를 계승하는 자 (타천사 델모어)
- 키디 걸랜드 (안오, 톱)
- 판도라 하츠 (쟈크시즈 브레이크)

2010년
- 누라리횬의 손자 (이누가미교부 타마즈키)
- 도라에몽 (왕자)
- 머나먼 시공 속에서3 끝없는 운명 (리즈반)
- 박앵귀 (마사키 토키시게)
- 배신자는 내 이름을 알고 있다 (와카미야 카나타)
- 세인트 세이야 THE LOST CANVAS 명왕신화 (비르고 아스미타)
- 슈퍼로봇대전 OG 디 인스펙터 (메키보스, 이그렛 울즈, 이그렛 안사즈, 이그렛 스리사즈)
- 전국 바사라武 (타케나카 한베에)
- 하늘의 유실물 포르테 (팬티로봇)
- 하트캐치 프리큐어 (코론)
- Angel Beats! (12화에 등장한 의문의 NPC)
- STAR DRIVER 빛의 타쿠토 (미야비 레이지)

2011년
- 나츠메 우인장 3기 (나토리 슈이치)
- 도시락 전쟁 (헤라클레스의 곤봉)
- 돌아가는 펭귄드럼 (타부키 케이주)
- 루팡 3세 피의 각인 ~영원의 Mermaid~ (히무로)
- 메탈 파이트 베이블레이드 4D (오오이케 토비오)
- 미래일기 (아키세 아루)
- 은혼' (카츠라 고타로)
- 토리코 (토미 로드)
- 파이브레인-신의 퍼즐 (지쿠카와 소우지)
- 페어리 테일 (제레프)
- 하느님의 메모장 (요시키)
- 헨제미 (무사시 코무기)
- Dororon 엔마군 메라메라 (슷텐동자)
- Fate/Zero (우류 류노스케)

2012년
- 나루토 SD 록리 청춘 풀파워 인전]] (가아라)
- 나츠메 우인장 4기 (나토리 슈이치)
- 남자고교생의 일상 (학생회장)
- 명탐정 코난/매직 카이토 (하쿠바 사구루)
- 스켓 댄스 (마가타 미치노리)
- 액셀월드 (황왕 옐로·라디오)
- 에어리어의 기사 (아라키 류이치)
- 열등용사의 귀축미학 (미하엘 아크우드)
- 오늘부터 신령님 (미카게)
- 초역 백인일수 우타코이 (후지와라노 요시타카)
- 파이브레인-신의 퍼즐 2기 (지쿠카와 소우지)
- 폭풍우 치는 밤에 (쿠로)
- Fate/Zero 2nd season (우류 류노스케)
- PSYCHO-PASS (카가리 슈세이)

2013년
- 단간론파 희망학원과 절망의 고교생 (토가미 바쿠야)
- 단재분리의 크라임엣지 (나카지마 세이기)
- 도쿄 레이븐스 (히라타 아츠네)
- 마계왕자 devils and realist (사마엘)
- 마기 (유난)
- 마이 리틀 포니: 우정은 마법 (스네일즈)
- 백곰카페 (안경원숭이)
- 서번트 서비스 (루시 아빠)
- 세인트 세이야 Ω (피스케스 아모르)
- 아라타칸가타리 (하루나와)
- 안경부! (하치미네 사토루)
- 쿄소기가 (이나리)
- 탐험 도리랜드 (광귀공신 디올)
- 파이브레인-신의 퍼즐 3기 (지쿠카와 소우지)
- 팔견전-동방팔견이문- 2기 (카게츠)
- 혈액형에 관한 간단한 고찰 (O형)
- AMNESIA (켄트)
- BROTHERS CONFLICT (치아키)
- RDG 레드 데이터 걸 (무라카미 호다카)

2014년
- 케로로 ~keroro~ (사부로/623)
- 괴도 조커 (빌리지언)
- 기생수 세이의 격률 (시마다 히데오)
- 노부나건 (비독)
- 노부나가 콘체르토 (호리 히데마사)
- 디플래그 (나가누마)
- 마진본 (빅토르)
- 사무라이 플라멩코 (비욘드 플라멩코)
- 새벽의 연화 (안준기)
- 원피스 (캐번디시)
- 전국 바사라 Judge End (타케나카 한베에)
- 캡틴 어스 (아라시 에이지)
- 테라포마스 (죠셉 구스타프 뉴턴)
- 페어리 테일 (제레프)
- PSYCHO-PASS 신편집판 (카가리 슈세이)

2015년
- 다이아몬드 에이스 (와타나베 히사시)
- 듀얼 마스터즈 VSR (와라마키)
- 랜스 & 마스크 (하나부사 신)
- 미남고교 지구방위부 LOVE! (치쿠 카즈타케)
- 빨강머리 백설공주 (이자나)
- 사쿠라코 씨의 발밑에는 시체가 묻혀 있다 (이소자키 이츠키)
- 성검사의 금주영창 (스루가 안도우)
- 오늘부터 신령님◎ (미카게)
- 원피스 에피소드 오브 사보 ~3형제의 인연 기적의 재회와 계승되는 의지~ (캐번디시)
- 육화의 용사 (테그네우)
- 은혼° (카츠라 고타로)
- 카드 파이트!! 뱅가드G (시노노메 쇼마)
- 큐 트랜스포머 돌아온 콘보이의 수수께끼 (울트라 매그너스)
- 혈계전선 (타락왕 페무트)
- 혈액형에 관한 간단한 고찰 2기 (O형)
- 혈액형에 관한 간단한 고찰 3기 (O형)

2016년
- 경계의 린네 2 (쿠로스)
- 괴도 조커 3 (비리디안)
- 나츠메 우인장 오 (나토리 슈이치)
- 단간론파 3 -The End of 키보가미네 학원- 미래편 (토가미 뱌쿠야)
- 단간론파 3 -The End of 키보가미네 학원- 절망편 (???)
- 드리프터즈 (미나모토노 쿠로 호간 요시츠네)
- 디멘션 W (알베르트 슈만)
- 디바인 게이트 (오즈)
- 마기: 신드바드의 모험 (유난)
- 문호 스트레이 독스 (표도르 D)
- 미남고교 지구방위부 LOVE! LOVE! (토키와 토마루)
- 빨강머리 백설공주 2기 (이자나)
- 사카모토입니다만? (쿠보타 요시노부)
- 소녀들은 황야를 향한다 (쿠로다 이와오)
- 쇼와 겐로쿠 라쿠고 심중 (8대 유라쿠테이 야쿠모, 키쿠히코)
- 유희왕 ARC-V (에드 피닉스)
- 종말의 이제타 (하이젠베르크)
- 카드파이트!! 뱅가드 G 스트라이드 게이트 편 (시노노메 쇼마)
- 클래시컬로이드 (패드 군)
- 타임 트래블 소녀 ~마리&와카와 8명의 과학자들~ (하인리히 헤르츠)
- 테라포마스 리벤지 (죠셉 구스타프 뉴턴)
- 페어리 테일 ZERO (제레프)
- 혈액형 군! 4기 (O형)
- 3월의 라이온 (소야 토지)

2017년
- 경계의 린네 3 (쿠로스)
- 나츠메 우인장 육 (나토리 슈이치)
- 쇼와 겐로쿠 라쿠고 심중 -스케로쿠 다시 편- (8대 유라쿠테이 야쿠모)
- 은혼. (카츠라 코타로)
- 체인 크로니클 ~하이케이타스의 빛~ (유리)
- 최유기 RELOAD BLAST (저팔계)
- 타임 보칸 24 (핫토리 한조)
- 카오스;차일드 (타카시나 후미오)

2019년
- 귀멸의 칼날 (아카자)

### OVA
1988년
- 세계 명작 동화 전집 (지크프리트 왕자)

1989년
- 다비데의 별 - 진노 타츠야

1991년
- 1월에는 크리스마스
- 유메마쿠라바쿠 토와이라이와 극장 (학생B)

1992년
- 마그마 대사 (가므(켄))
- 세계의빛 친란성인 (타이라노 아츠모리)
- 카멜레온6 (타카기)

1993년
- 나의 지구를 지켜줘 Music Image Video(OVA) (로지온)
- 난바 금융전 미나미의 제왕 (부하)
- 란마 1/2 샴푸 급변! 반전보옥의 재앙

1994년
- 란마 1/2 학원에 부는 폭풍! 어덜트 체인지 히나코 선생님
- 융커스 컴 히어 (남자학생)
- 쾌락의 방정식 LEVEL-C (시노하라 미즈키)
- 폭염학원 가드레스 (진노 타쿠미)

1995년
- 미네르바의 기사

1996년
- 각오의 길잡이 (하가쿠레 하라라)
- 나의 세쿠하라 (소년)
- 닌쿠 (사키치)
- 지구인 (흑천사no.2)
- 세계명작 애니메이션 신밧드의 모험 (신밧드)
- 세계명작 애니메이션 아서왕 이야기 (아서)
- 쇼난폭주족 (하루마 유우키)
- 슬레이어즈 스페셜 (제프리)
- 출동! 메가트레인 (츠바사)
- 파이어 엠블렘 (고든)

1997년
- 신 쇼난폭주족 난폭한 NIGHT (하루마 유우키)
- 용기전승 (세디)
- 전뇌전대 VOOGIE'S★ANGEL (앗슈)
- 투신도시Ⅱ (시드 카시마)
- 특선 세계의 동화3 엄지공주 (왕자)
- 특선 세계의 동화6 손오공 (사오정)
- 환상게임 제 2부 (시교우 렌)
- 후지미 2번가 교향악단 (이가라시 켄토)
- HEN (히로유키)

1998년
- 은하영웅전설 외전 (모리츠 폰 하제)
- 사이버 포물러 신 (시바 세이치로)

1999년
- 사춘기미소녀합체로보 지마인 (아키라)
- 최유기 (저팔계)

2000년
- 아주 소중한 너 You are Special (펀치 네로)
- 여신 후보생 (유우 히쿠라)

2001년
- 아지무 (나카이도 히로스케)
- 얼굴없는 달 (하야마 코이치)
- 에일리언 9 (옐로 나이프)
- 죽은 이의 상사병 (요츠츠지의 미소년)

2002년
- 갈레리언즈:리온 (리온, 카인)
- 머나먼 시공 속에서 ~자양화 꿈 이야기~ (아베노 야스아키)
- 아이즈 ~또 하나의 여름 이야기~ (코시나에 쥰)
- 정글은 언제나 맑음 뒤 흐림 디럭스 (타치바나 세이이치)

2003년
- 건담 SEED&SEED DESTINY 팬디스크 SEED SUPERNOVA er (아스란 자라)
- 건담 SEED&SEED DESTINY 팬디스크 SEED SUPERNOVA ist (아스란 자라)
- 기동전사 건담 SEED After ~별의 틈에서~ (아스란 자라)
- 머나먼 시공 속에서 2 ~백룡의 무녀~ (아베노 야스아키)
- 서브마린 707R (쿠사카 고로)
- 세인트 비스트 : 성수강림편 (기린의 유다)
- 정글은 언제나 맑음 뒤 흐림 FINAL - 타치바나 세이이치

2005년
- 세인트 비스트 : 수천의 낮과 밤 (기린의 유다)
- 은혼 "뭐든지 처음이 중요하니까 조금 발돋움하는게 딱 좋다" (카츠라 코타로)

2006년
- 마이히메 (호무라 나기)
- 열마리의 개구리 (마치가에루)
- 테니스의 왕자 OVA 전국대회편 (미즈키 하지메)
- 현시연 OVA (쿠치키 마나부)

2007년
- 아이스 (줄리아)
- 오늘부터 마왕! R (사라레기)
- 은하철도 이야기 ~잊어버린 때의 혹성~ (키리안 블랙)
- 최유기 RELOAD ～burial～ (저팔계)

2008년
- 마이히메 (알타이 대공)

2009년
- 노다메 칸타빌레 (타카하시 노리유키)
- 노을빛으로 물드는 언덕 (니시노 후유히코)
- 마법선생 네기마! (페이트 아베룬쿠스)
- 세인트 세이야 THE LOST CANVAS 명왕신화 (비르고 아스미타)
- DOGS (바도우)

2010년
- 퀸즈 블레이드 아름다운 투사들 (타천사 델모어)
- 프린세스 러버! (아리마 텟페이)
- 헨제미 (무사시 코무기)

2011년
- 괴물왕녀 지옥에 길동무! 케르베롯티쨩♡ 은하철도편 (에밀)
- 괴물왕녀 "고도왕녀" (에밀)
- 마법선생 네기마!ANIME FINAL (DVD판) (페이트 아베룬쿠스)
- 멋대로 개조 (누카타)
- 보톰즈 파인더 (아키 테스노)
- 최유기 외전 (천봉원수)
- 특급왕녀 (에밀)

2012년
- 신 테니스의 왕자 OVA2 신의 아들vs황제 (미즈키 하지메)
- 신 테니스의 왕자 OVA4 승자의 의미 (미즈키 하지메)
- 테일즈 오브 극장 (리드 허셸)

2013년
- 미래일기 리다이얼 (아키세 아루)
- 오늘부터 신령님 (미카게)

2014년
- 마기 (유난)
- 십삼지연의 ~언월삼국전~ 외전 영주환야 (유비)
- 은혼 "이불 속에 들어가고나서 덜닦은걸 깨달아서 자는게 자는게 아닐때도 있다" - 카츠라 코타로
- 체인 크로니클~쇼트 애니메이션~ - 주인공, 하루아키, 흑기사

### 웹 애니메이션
2007년
- 휴대전화소녀(아이다 히로)

### 극장판
1998년
- 신세기 에반게리온 데스&리버스(나기사 카오루)
- 신세기 에반게리온 End of Evangellion(나기사 카오루)

1999년
- 건드레스 (사에키 료)

2001년
- 환상마전 최유기 Requiem～선택받지 못한 자의 진혼곡～ (저팔계)
- 슬레이어즈 프리미엄 (제로스)

2002년
- 피아캐롯에 어서오세요 극장판~사야카의 사랑이야기~(마에다 코지)

2005년
- 나루토 극장판 2기 대격돌! 환상의 지하유적 (가아라)

2006년
- 브레이브 스토리(이시오카)
- 개구리 중사 케로로 극장판 최종병기 쿠루루 (사부로 무츠미)
- 머나먼 시공속에서 마이히토요 (아베노 야스아키)

2007년
- 에반게리온 신극장판:서(나기사 카오루)
- 블리치 극장판 2기 The DiamondDust Rebellion (쿠사카 소지로)

2009년
- 에반게리온 신극장판:파(나기사 카오루)

2011년
- 하트 나라의 앨리스 (조커)

2013년
- 여신전생 페르소나 3 더 무비 #1 Spring of Birth (유키 마코토)
- 극장판 공의 경계 - 미래복음 (카메쿠라 미츠루)

2014년
- 여신전생 페르소나 3 더 무비 #Midsummer Knight's Dream (유키 마코토)

2020년
- 극장판 귀멸의 칼날 무한열차 편 (아카자)

2024년
- 기동전사 건담 SEED FREEDOM (아스란 자라)

2025년
- 배트맨 닌자 대 야쿠자 리그 (레드 후드)

### 외화
- 살인의 추억
- 타이타닉 텔레비전판(잭 도슨(리어나도 디캐프리오) 역)
- 광주518 DVD판(이준기 역)
- 핑퐁(린샤오 역)
- 라스트액션히어로
- 왕의 남자(공길(이준기) 역)
- 어메이징 스파이더맨2 (해리 오스본 역)

### 게임
1996년
- 루나 실버스타 스토리 (아레스)
- 사쿠라 대전 (푸른 세츠나, 쵸)

1997년
- 위저즈 하모니2 (시리우스 슈라이저)
- 10101 ~“WILL”The Starship~ (말치니 메카펫치)
- 트루 러브 스토리 ~Remember My Heart~ (柳沢修一)
- 멀티랜서 Re-inforce (소마 신야)
- 록맨DASH (록맨 주노)

1998년
- AZEL -PANZER DRAGOON RPG- (엣지)
- 슬레이어즈 원더풀 (제로스)
- 미소녀 닌자 모험기1 ~하늘을 가르는 검~ (이가사키 야스케)
- 판타스틱 포츈 (실피스 카스트리즈)

1999년
- 아크 더 래드3(세빌 키스)
- 슈퍼로봇대전F 완결편 (나기사 카오루, 메기보스)
- 리틀 위치 파르페 ~검은 고양이 마법상점~(소녀 마법사 파르페) (페르, 필립스)
- 슈퍼로봇대전 컴블리트 박스 (메키보스, 테리우스 그란 빌세이아)
- 신세기 에반게리온 닌텐도64판 (나기사 카오루)
- 마크로스 VF-X2 (토마 슌)
- 리틀 위치 레네트 ~스완의 랩소디~(소녀 마법사 레네트) (페르)

2000년
- 머나먼 시공 속에서 (아베노 야스아키)
- 파워 스톤2 (액셀)
- 슈퍼로봇대전α (나기사 카오루)
- 유구조곡 All Star Project (루시드 아트레)
- 신세기 에반게리온 마작보완계획 (나기사 카오루)
- 건퍼레이드 마치 (하야미 아츠시)
- 테일즈 오브 이터니아 (리드 허셸)

2001년
- 디지캐럿 판타지 (카인)
- 스카이 거너 (리발)
- 에바 그레이스II (딤 홀츠)
- 왕자님LV1 (백봉)
- KONOHANA:TrueReport (모모이 메구루)
- 슈퍼로봇대전α 외전 (이글렛 울즈, 안사즈, 스리사즈)
- 슈퍼로봇대전α for Dreamcast (나기사 카오루, 칸지 아카츠키)
- 지오닉 프론트 기동전사 건담 0079 (닛키 로벨트)
- 레가이아 듀엘 사가 (엘리엇)

2002년
- 도쿄마인학원외법첩 (카스미 바이게츠, 미카즈치, 요스케)
- 테일즈 오브 팬덤Vol.1 (리드 허쉘)
- 스페이스 채널5 파트2 일본어판(파지)
- 머나먼 시공 속에서 2 (아베노 야스츠구)
- 귀무자2 (후마 코타로)
- 두근두근 메모리얼 Girl's Side (모리무라 사쿠야)
- 테일즈 오브 더 월드 나리키리 던전2 (리드 허쉘)

2003년
- 갤럭시 엔젤 (카뮤 O 라프로이그)
- 테니스의 왕자2003 COOL BLUE (미즈키 하지메)
- 머나먼 시공 속에서 반상유희 (아베노 야스아키)
- SAKURA ~설월화~ (쿠사나기 마코토)
- 이스I·II 이터널 스토리 (루터 젬마)
- D·N·ANGEL TV Animation Series ~홍의 날개~ (히와토리 사토시)
- 테니스의 왕자SWEAT & TEARS 2 (미즈키 하지메)
- 사무라이의 길2 (주인공-중성)
- 나루토 나루티밋 히어로 (가아라)
- 슈퍼로봇대전 Scramble Commander (나기사 카오루)
- 신세기 에반게리온2 (나기사 카오루)
- 스타워즈 로그 스코드론III (루크 스카이워커)
- 나루토 최강닌자대전!2 (가아라)

2004년
- 머나먼 시공 속에서 3 (리즈반)
- 테니스의 왕자2004 Glorious Gold (미즈키 하지메)
- 블러디 로어4 (바쿠류)
- 슈퍼로봇대전MX (나기사 카오루)
- 3학년 B반 킨파치 선생님 전설의 교단에 세워! (타카치호 마코토)
- 신세기 GPX 사이버 포뮬러 Road to the Evolution (시바 세이이치로)
- 전생학원환창록 (쿠로즈카 시비토)
- 마이네리베 ~우미한 기억~ (이시즈키 나오지)
- 머나먼 시공 속에서3 십육야기 (리즈반)
- 나루토 나루티밋 히어로2 (가아라)
- 케로로 중사 메로메로 배틀로얄 (사부로/623)
- 베르세르크 천년제국의 매편 성마전기의 장 (쥬드)
- 마그나카르타 (스데이)
- SD건담 GGENERATION SEED (아스란 자라)
- 막말연화 신선조 (오키타 소우지)

2005년
- 강철의 연금술사3 신을 잇는 소녀 (레오니드)
- 기동전사 건담 SEED 연합vs.Z.A.F.T. (아스란 자라)
- 테일즈 오브 더 월드 나리키리 던전3 (리드 허쉘)
- 머나먼 시공 속에서 팔엽초 (아베노 야스아키)
- BALDR FORCE EXE PS2판 (소마 토오루)
- NAMCO x CAPCOM (길가메스, 록맨 쥬노)
- 마이 -HiME ~운명의 계통수~ (호무라 나기)
- 엘레멘탈 제레이드 -감싸라, 취풍의 검- (쿠(쿠드 반 질엣))
- 제3차 슈퍼로봇대전 종언의 은하로 (나기사 카오루, 아스란 자라)
- 서몬 나이트 엑스테제 새벽의 날개 (노바)
- 신세기 GPX 사이버 포뮬러 Road to the Infinity 2 (시바 세이이치로)
- 신 우리들의 태양 역습의 사바타 (라타트스크)
- 나루토 우즈마키 인전 (가아라)
- 기동전사 건담 SEED DESTINY GENERATION of C.E. (아스란 자라)
- 케로로 중사 메로메로 배틀로얄Z (사부로/623)
- 나루토 최강닌자대전!4 (가아라)
- 로그 갤럭시 (가면의 남자(시드))
- 테일즈 오브 디 어비스 (리드 허쉘)
- 나루토 나루티밋 히어로3 (가아라)
- 슈퍼로봇대전MX 포터블 (나기사 카오루)

2006년
- 건퍼레이드 오케스트라 백의 장 ~아오모리 펭귄 전설~ (청의 아츠시)
- 마이네리베II ~긍지와 정의와 사랑~ (이시즈키 나오지)
- 머나먼 시공 속에서3 운명의 미궁 (리즈반)
- 나루토 나루티밋 히어로 포터블 무환성의 권 (가아라)
- 나루토 최강닌자대결집4 DS (가아라)
- 신세기 에반게리온2 만들어진 세계 -another cases- (나기사 카오루)
- 기동전사 건담SEED DESTINY 연합vs.Z.A.F.T.II PLUS (아스란 자라)
- 브레이브 스토리 ~새로운 여행자~ (로플)
- 나루토RPG3 영수VS나뭇잎 소대 (가아라)
- 여신전생 페르소나 3 (주인공, 파를로스, 모지츠키 료지, 뉵스 아바타)
- 배틀 스타디움 D.O.N (가아라)
- 전국BASARA2 (타케나카 한베)
- 아라비안즈 로스트 (커티스 나일)
- 판타지 스타 유니버스 (휴가 라이트)
- 머나먼 시공 속에서 무일야 (아베노 야스아키)
- 은혼 디에스-해결사 대소동! (카츠라 코타로)
- 건담 배틀로얄 (켄 비더 슈타트)
- 신세기 GPX 사이버 포뮬러 Road to the Infinity 3 (시바 세이이치로)
- 나루토 나뭇잎 스피릿츠 (가아라)
- JEANNE D'ARC (로제)
- 나루토 인연절 (가아라)
- 시크릿 오브 에반게리온 (나기사 카오루)
- 테일즈 오브 더 월드 레디언트 마이 솔로지 (리드 허쉘)

2007년
- 명탐정 에반게리온 (나기사 카오루)
- 루미너스 아크 (알프 어빈)
- 나루토 질풍전 격투닌자대전!EX (가아라)
- 두근두근 메모리얼 Girl's Side 1st Love (모리무라 사쿠야)
- 킹덤하츠Re:체인 오브 메모리즈 (젝시온)
- 나루토 질풍전 나루티밋 히어로 액셀 (가아라)
- 신곡주계 폴리포니카 PS2판 (시다라 레이트스)
- 샤이닝 윈드 (키리야 카이트)
- 마나케미아 ~학원의 연금술사들~ (베인 아우레올스)
- 슈퍼로봇대전OG ORIGINAL GENERATIONS (메키보스, 이글렛 울즈, 안사즈, 스리사즈)
- 신세기 에반게리온 배틀 오케스트라 (나기사 카오루)
- 나루토 질풍전 최강닌자대결집5 결전!“아카즈키” (가아라)
- 비취의 물방울 비색의 파편2 (미부 카츠히코)
- 드래고니어즈 아리아 용이 잠들 때까지 (루스란 아베리체프)
- Another Century's Episode 3 THE FINAL (아스란 자라)
- 소문의 미도리!! 여름색의 스트라이커 (신바시 카즈마)
- 판타지 스타 유니버스 일루미너스의 야망 (휴가 라이트)
- 신세기 GPX 사이버 포뮬러 Road to the Infinity 4 (시바 세이이치로)
- THE 교섭인 (네고시 와타루)
- 슈퍼로봇대전Scramble Commander the 2nd (아스란 자라)
- 나루토 질풍전 격투닌자대전!EX2 (가아라)
- 전국 BASARA2영웅 외전 (타케나카 한베)
- 나루토 질풍전 나루티밋 히어로 액셀2 (가아라)
- 프린세스 메이커 5 (제라토)

2008년
- 초 극장판 케로로 중사3 천공 대작전입니다! (사부로)
- 기동전사 건담 건담VS.건담 (아스란 자라)
- 스타오션2 Second Evolution (애쉬튼 앵커스)
- 전국BASARA X (타케나카 한베)
- 나루토 인연절II(가아라)
- 카오스;헤드 (타카시나 후미오)
- BLEACH ~히트 더 소울5 (쿠사카 소지로)
- 머나먼 시공 속에서 4 (아슈빈)
- 꽃보다 남자 -사랑하라 여자- (아마쿠사 세이노스케)
- 모에스타 ~불타는 토쿄 영어학원~ (미나비 하지메)
- 판타지 스타 포터블 (휴가 라이트)
- 노을빛으로 물드는 언덕 패러렐 PS2판 (니시노 후유히코)
- 소문의 미도리!!2 두 사람의 미도리!? (신바시 카즈마)
- 슈퍼로봇대전Z (아스란 자라)
- 시크릿 오브 에반게리온 포터블 (나기사 카오루)
- 디시디아 파이널 판타지 (쿠쟈)
- Daylight -朝に光の冠を- (유스)

2009년
- 테일즈 오브 더 월드 레디언트 마이 솔로지2 (리드 허쉘)
- 여신전생 페르소나3 포터블 (남주인공, 파를로스, 모치즈키 료지, 뉵스 아바타)
- 조커 나라의 앨리스 ~Wonderful Wonder World~ (조커)

2010년
- Starry☆Sky ~in Autumn~ (호시즈키 코타로)
- 탄환논파 희망의 학교와 절망의 고교생 (토가미 뱌쿠야)

2011년
- 과자 섬의 피터팬 ~Sweet Never Land~ (피터팬)
- 장난감 상자 나라의 앨리스 ~Wonderful Wonder World~ (조커)
- 스타프로젝트 온라인 일본판 (아카바네 렌)

2012년
- 슈퍼 단간론파 2 잘 있거라 절망학교 (토가미 뱌쿠야)

2013년
- 죠죠의 기묘한 모험 올스타 배틀 (도비오)

### 드라마 CD
- 여신이문록 페르소나 (나루미 유야(주인공))

1996년
- 영웅전설 Ⅳ 주홍물방울(마일)

### 특촬물
2007년
- 수권전대 게키렌쟈 (바에)

2008년
- 가면라이더 키바 (타츠롯트)